# Vanitas

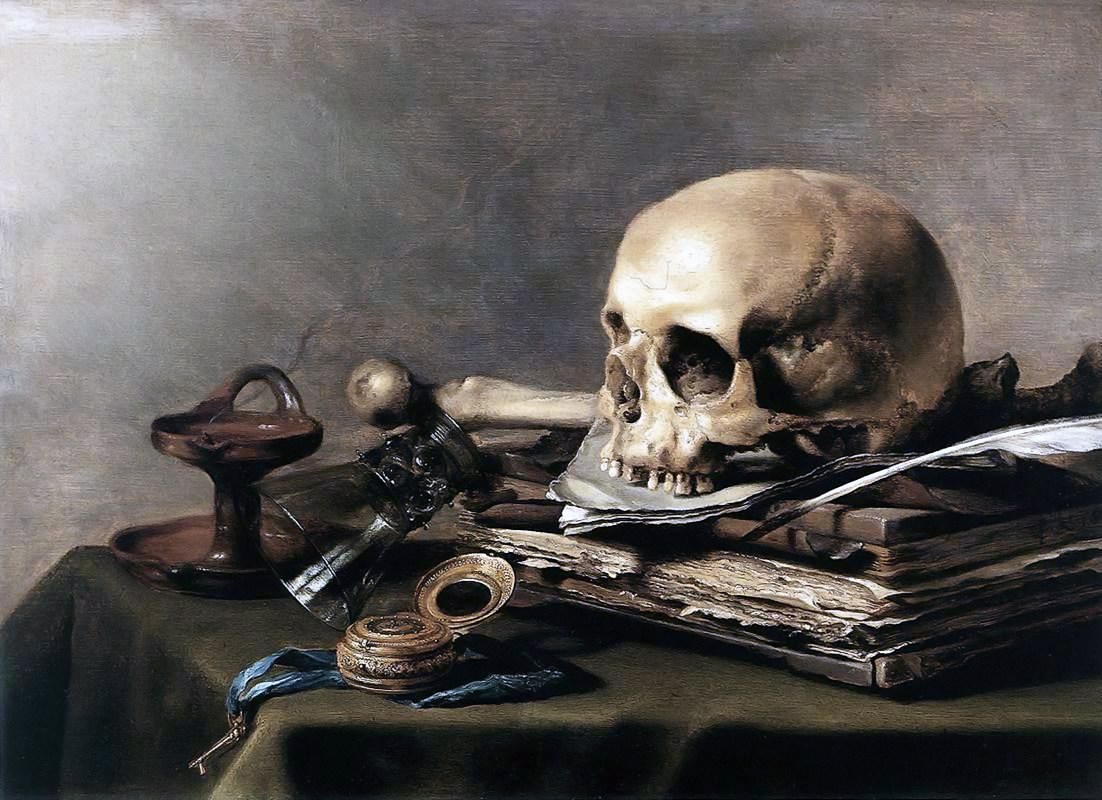
Vanitas door Pieter Claesz

Vanitas is een artistiek genre dat zijn oorsprong vindt in het Latijnse woord voor "ijdelheid". Het bloeide op in de Nederlanden tijdens het begin van de 17e eeuw en omvat stilleven schilderijen die een verzameling objecten tonen die symbolisch zijn voor de onontkoombaarheid van de dood en de vergankelijkheid van wereldse prestaties en genoegens. 
Vanitas ontstond uit eenvoudige afbeeldingen van schedels en andere symbolen van dood en vergankelijkheid, die vaak werden geschilderd op de achterkant van portretten tijdens de late Renaissance. Rond 1620 groeide het uit tot een populair genre, met Leiden als centrum van ontwikkeling, een stad gekenmerkt door haar calvinistische tradities en strikte morele code. Vanitas vindt zijn oorsprong in het citaat "Vanitas vanitatum, omnia vanitas" (IJdelheid der ijdelheden, alles is ijdelheid) uit het Bijbelboek Prediker. De schilderijen herinnerden de kijker aan kortstondigheid van zijn leven. 

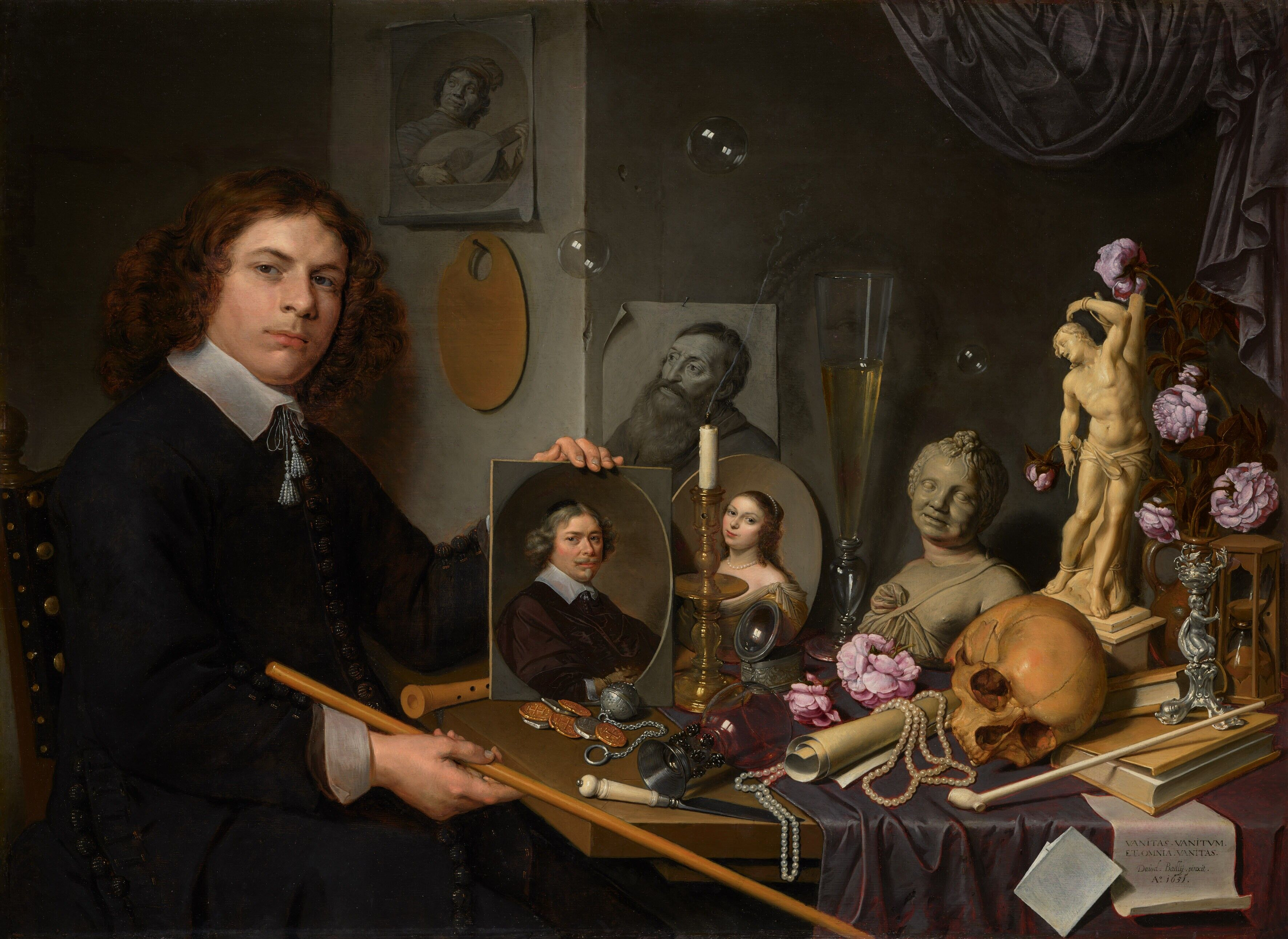
Zelfportret met vanitassymbolen, door David Bailly

Deze stillevens bevatten vaak symbolen van kunst, wetenschap, rijkdom, macht en wereldse genoegens, maar ook van dood en vergankelijkheid, en soms zelfs van wederopstanding en eeuwig leven. Hoewel enkele vanitas-werken ook figuren bevatten, bestaat het merendeel uit pure stillevens. De vroegste vanitas-schilderijen waren somber en enigszins monochroom van aard, terwijl latere werken meer gevarieerde elementen bevatten en vaak dienden als demonstratie voor het vakmanschap van de kunstenaar in het weergeven van texturen en oppervlakken. Het thema werd in de 17e eeuw toegepast door kunstenaars zoals David Bailly, Jan Davidsz. de Heem, Willem Claesz. Heda, Pieter Symonsz. Potter, Pieter Claesz., Harmen en Pieter Steenwijck. Zelfs in moderne tijden blijft dit onderwerp relevant, waarbij kunstenaars zoals Raoul Hynckes, Wim Schuhmacher en Uko Post het opnieuw interpreteren in hun werken.

## Galerij

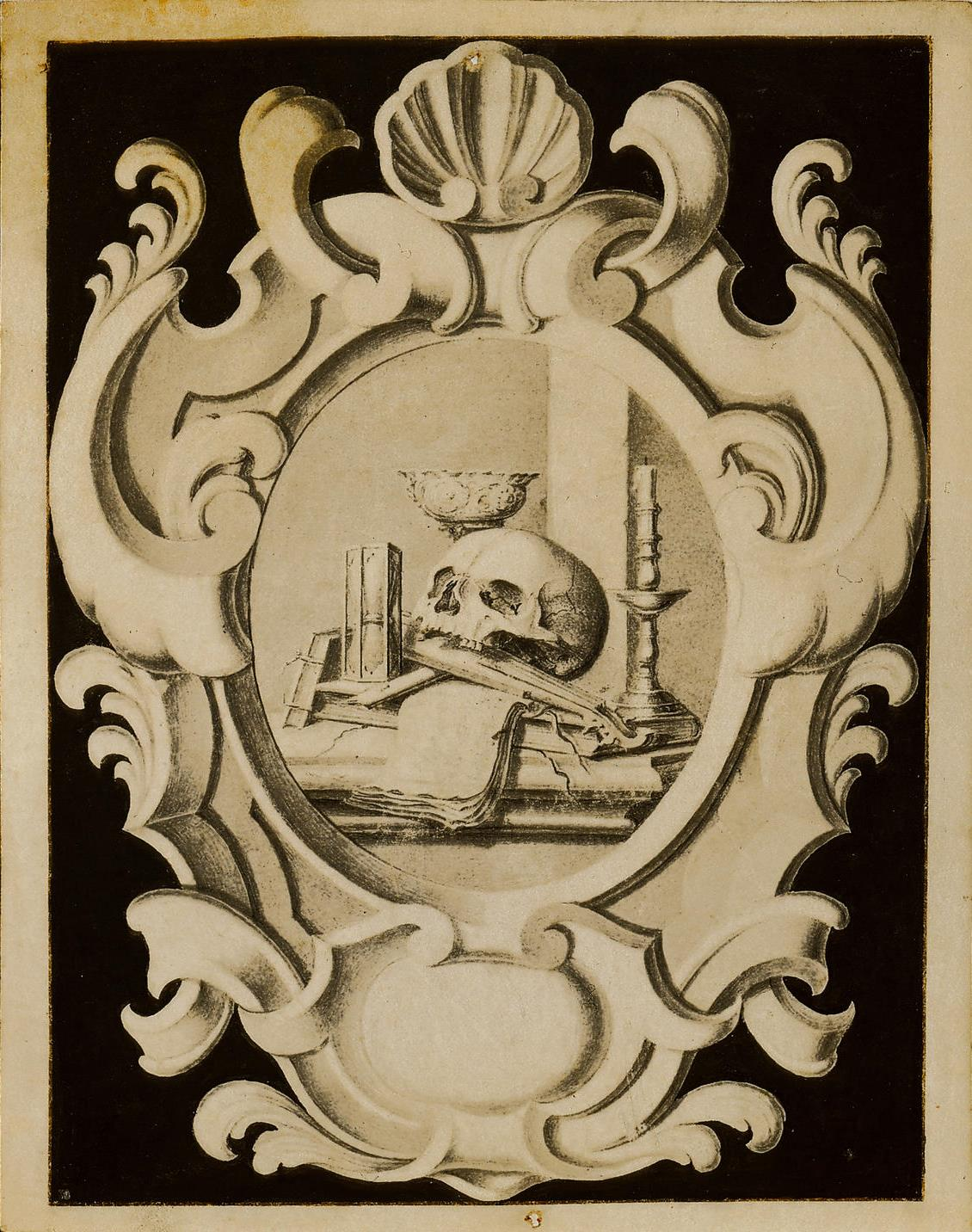
Anoniem, Cartouche met Vanitas, Museum Plantin-Moretus (bruikleen Erfgoedfonds, Koning Boudewijnstichting)
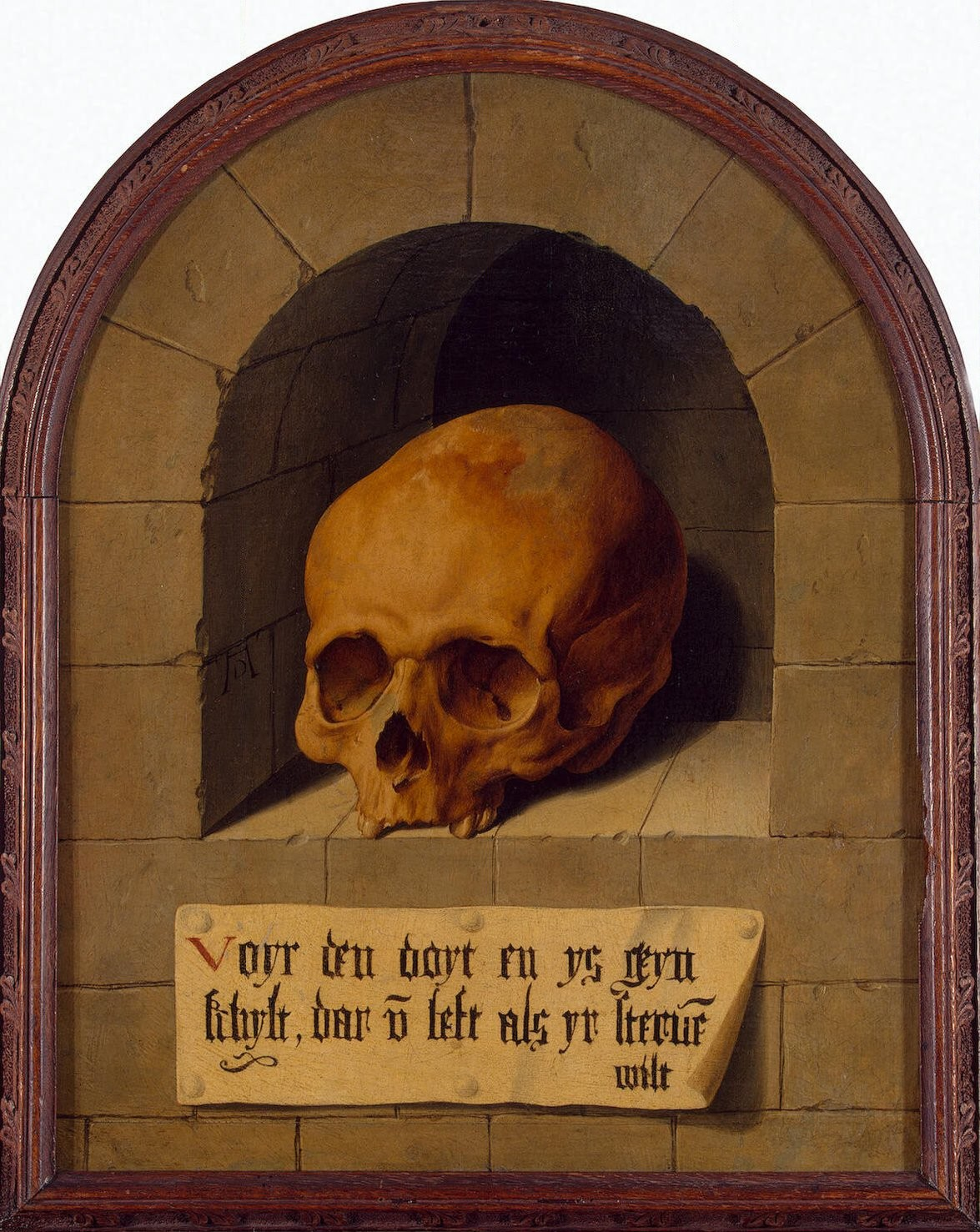
Vanitas. Bartholomeus Bruyn de Oude
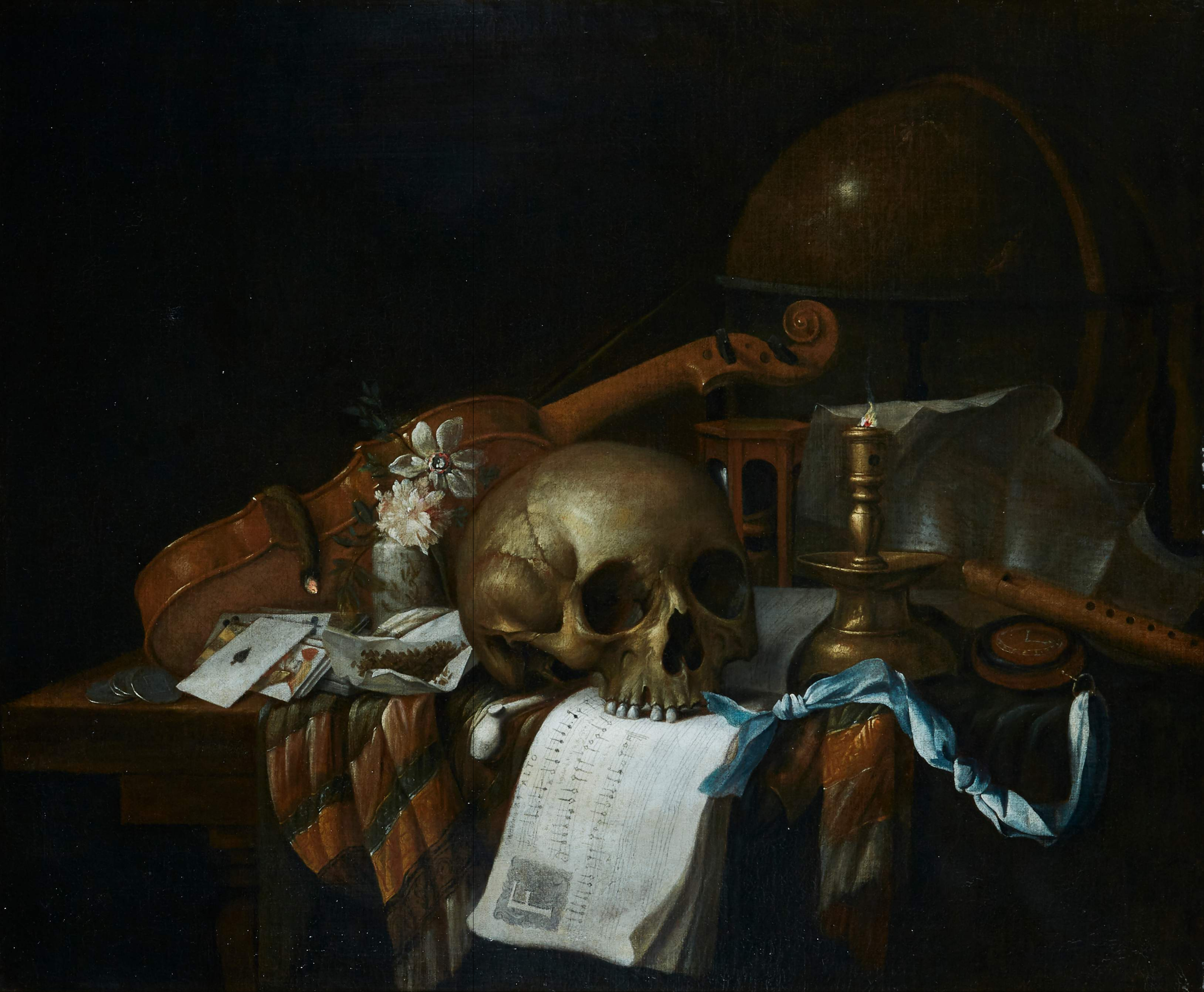
Vanitas. Cornelis Norbertus Gysbrechts
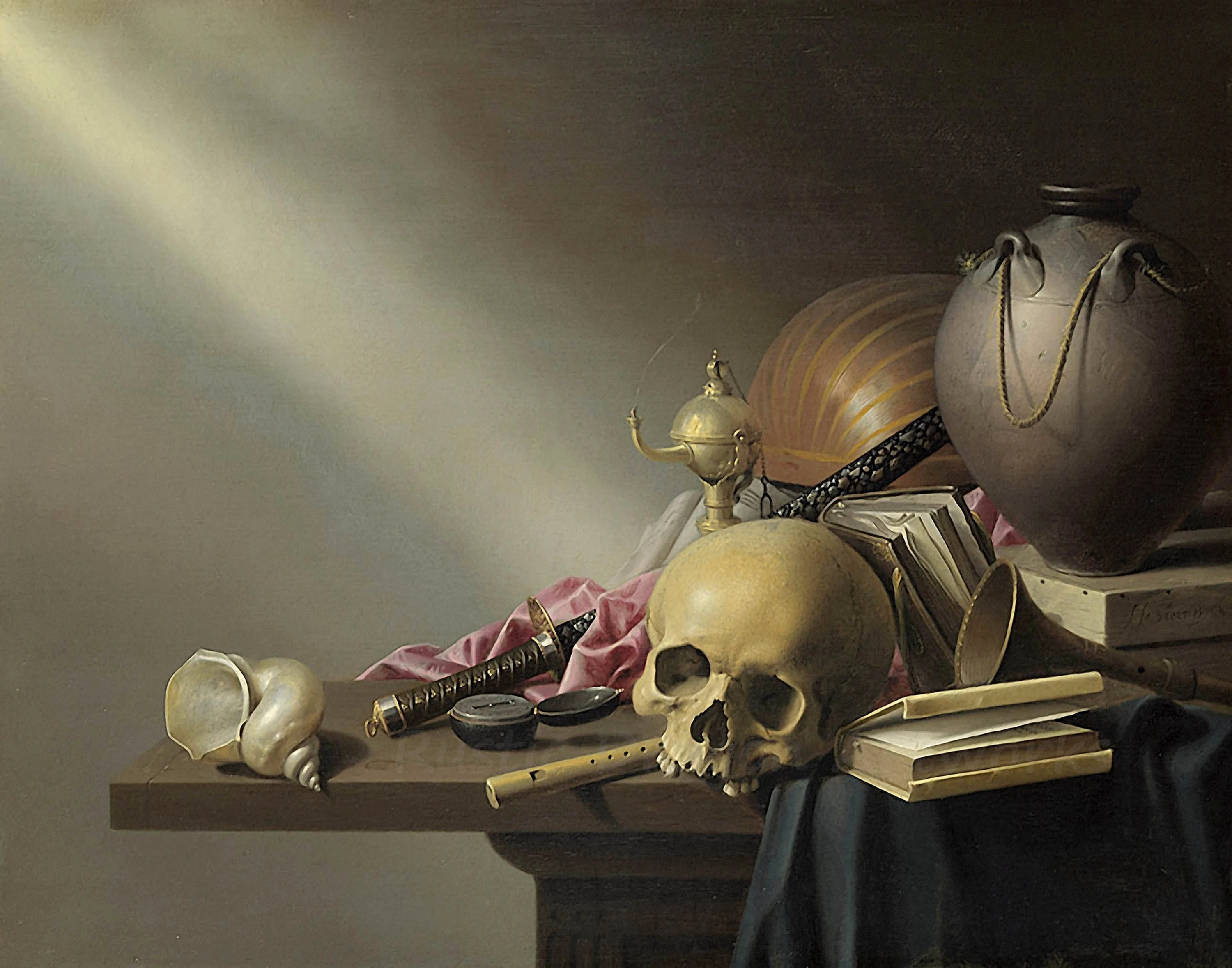
Vanitas. Harmen Steenwijck